# Ralf Zimmermann (Fußballspieler)
Ralf Zimmermann (* 7. Januar 1981) ist ein deutscher Fußballspieler. Der Abwehr- und Mittelfeldspieler bestritt im Laufe seiner bisherigen Karriere zwölf Spiele im deutschen Profifußball, als er als Nachwuchsspieler zu einigen Einsätzen für den SSV Ulm 1846 in der 2. Bundesliga kam.

## Sportlicher Werdegang
Zimmermann entstammt der Jugend des SSV Ulm 1846. Am 32. Spieltag der Saison 1998/99 kam er in der Zweitligapartie gegen die Stuttgarter Kickers zu seinem Profidebüt, als er in der 85. Minute für Oliver Unsöld eingewechselt wurde. Nach dem Wiederabstieg aus der Bundesliga kam er in der Saison 2000/01 auf elf Einsätze. Insgesamt brachte Zimmermann es auf 25 Zweitligapartien.
Nachdem die Spatzen 2001 wegen des Lizenzentzugs bis in die Verbandsliga Württemberg abgestürzt waren, wechselte Zimmermann zum Regionalligisten Stuttgarter Kickers. Dort kam er in zwei Jahren auf 56 Partien, in denen ihm zwei Tore gelangen. 2003 ging er für ein Jahr in die Oberliga Baden-Württemberg zum TSV Crailsheim, ehe er 2004 zurück in die Regionalliga zum SC Pfullendorf ging. In vier Jahren spielte Zimmermann über 200 Regionalligapartien für den SC Pfullendorf. Dort blieb er bis zum Auslaufen seines Vertrages im Juni 2008. Durch einen schweren Muskelriss im rechten Oberschenkel musste Zimmermann eine Pause über neun Monate einlegen. Zimmermann  wechselte in die Bayernliga zu der TSG Thannhausen. Nach anderthalb Jahren zog er zum SV Mindelzell weiter, mit dem er bis Ende 2013 in der Kreisliga Donau-West spielte. Gleichzeitig war er dort als Assistenztrainer tätig. Anfang 2014 wechselte er zur DJK Breitenthal in die A-Klasse West im Landkreis Günzburg. Im Jahr 2015 wurde er auch Trainer seiner Mannschaft. Seit Sommer 2017 ist er Spielertrainer beim RSV Wullenstetten in der Kreisliga Donau/Iller aktiv.